# Miguel Bernardo Bianquetti
Miguel Bernardo Bianquetti (Ceuta, 19 de desembre de 1951), conegut com a Migueli i també amb el sobrenom de Tarzan, és un dels futbolistes més rellevants de la història del futbol espanyol i, especialment, del FC Barcelona. Abans d'arribar a Barcelona havia jugat al Ceuta i al Cadis, i amb 17 anys va ser rebutjat pel Reial Madrid. Va jugar 15 temporades consecutives al primer equip del Barça, entre 1973 i 1988, gairebé sempre com a defensa central titular. Quan es va retirar ho va fer com el jugador que més partits havia disputat amb el primer equip en la història del club, amb 664, dels quals 549 foren oficials. Posteriorment Xavi Hernández, va superar el seu rècord la temporada 2011/2012. També l'han superat Puyol, Iniesta i Messi.
Defensa central dotat d'un imponent físic, va destacar per la seva força i potència, pel seu orgull i infatigable entrega en tots els partits, i per la personalitat i caràcter, que en va fer un líder respectat per companys i rivals. Va ser considerat un dels millors defenses d'Europa de la seva època, i encara avui és un mite en la memòria dels afeccionats culers. Al llarg dels seus quinze anys al Barcelona va col·leccionar fins a onze títols de primer nivell.
Migueli va ser 32 vegades internacional amb la selecció espanyola, entre 1974 i 1980. Va participar en la Copa del Món de Futbol de l'Argentina de 1978, i a l'Eurocopa de Futbol d'Itàlia de 1980. Va debutar de la mà de Ladislau Kubala el 20 de novembre de 1974, davant d'Escòcia, i va tancar la seva participació amb Espanya el setembre de 1980, enfront d'Hongria. Retirat al final de la temporada 1988-89, el Barça va organitzar-li un partit d'homenatge contra la selecció de Bulgària, celebrat al Camp Nou. Abandonat el futbol professional, Migueli es va desvincular completament d'aquest esport i va orientar la seva vida a una de les seves grans passions, l'art.

## Palmarès
- 2 Recopes d'Europa: 1978-79, 1981-82.[5][6]
- 2 Lligues espanyoles: 1973-1974, 1984-1985.
- 4 Copes del Rei: 1977-1978, 1980-1981, 1982-1983, 1987-1988.
- 1 Supercopa d'Espanya: 1984.
- 2 Copes de la Lliga: 1982, 1986.